# Ritten (Gemeinde)
Ritten (italienisch Renon) ist eine italienische Gemeinde mit 8147 Einwohnern (Stand 31. Dezember 2023) in Südtirol. Sie erstreckt sich über 111 km² und liegt größtenteils auf dem Ritten, einem weitläufigen Bergrücken im Südosten der Sarntaler Alpen. Die Gemeinde umfasst zahlreiche Ortschaften, der Hauptort ist Klobenstein.

## Geografie

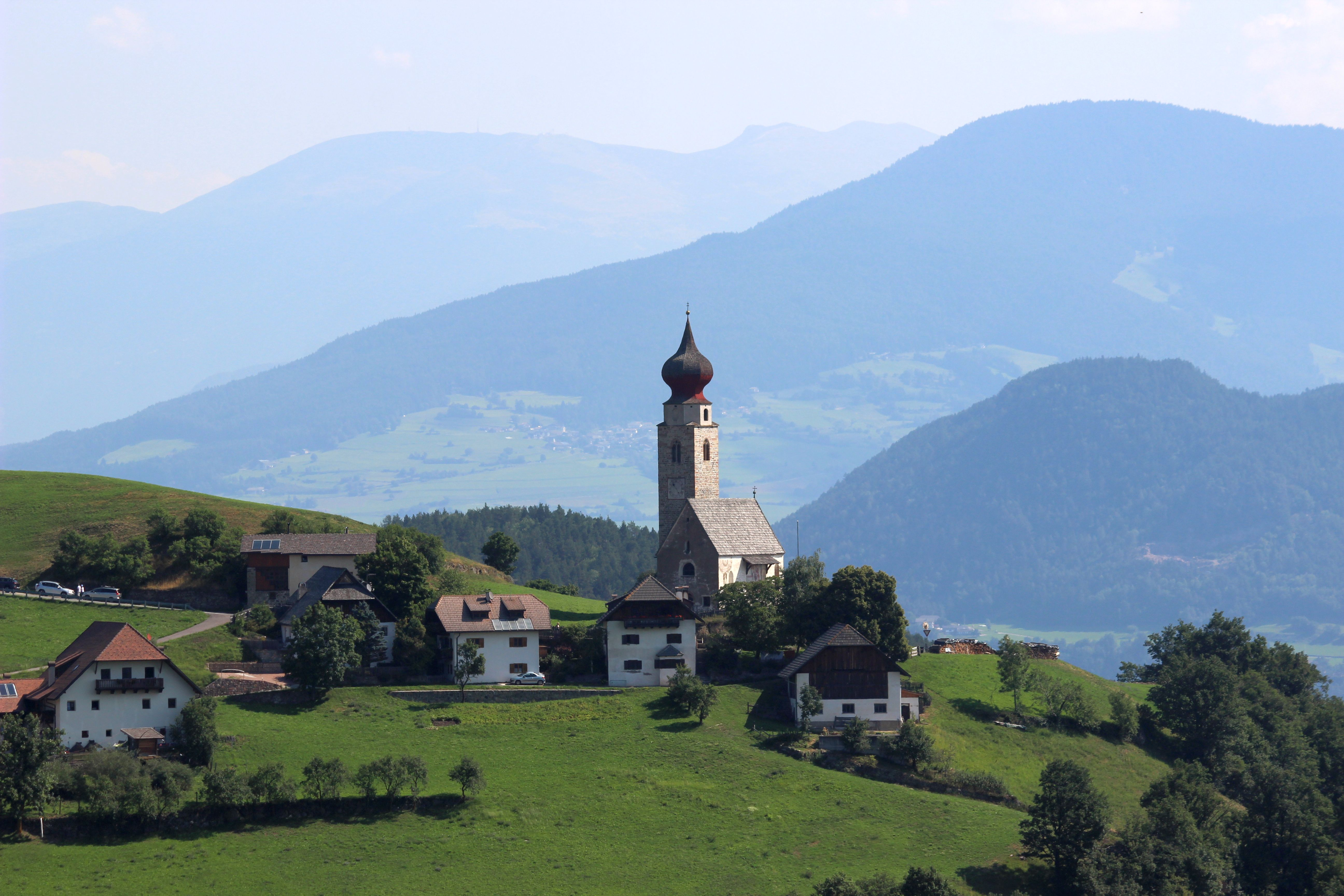
Blick auf die kleine Ortschaft Mittelberg

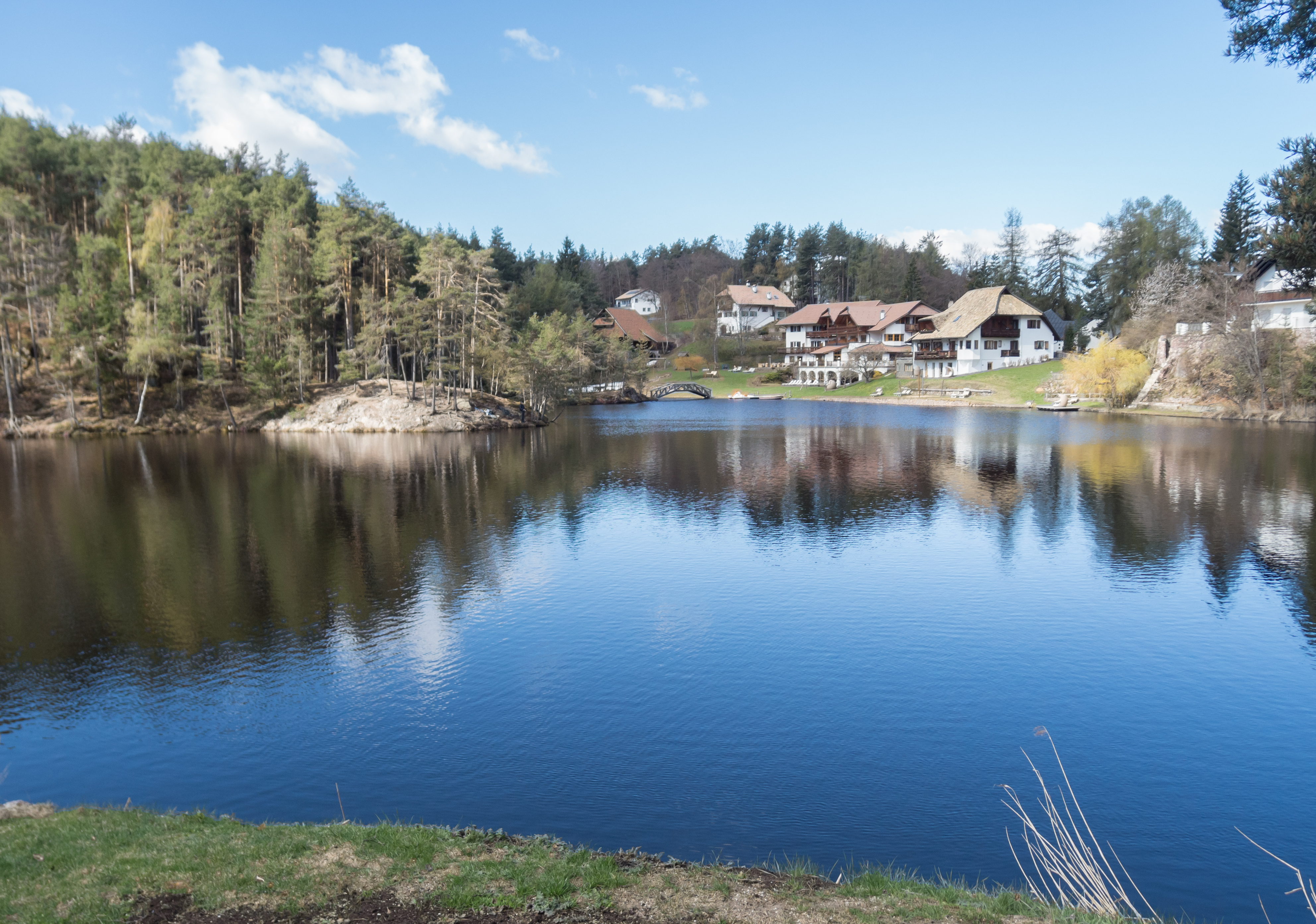
Blick über den Wolfsgrubner See in Wolfsgruben

Die Gemeinde Ritten nimmt den Großteil des gleichnamigen Bergrückens Ritten im Südosten der Sarntaler Alpen ein. Im Westen reicht das Gemeindegebiet im unteren Bereich des Sarntals, der Sarner Schlucht, bis an die Talfer hinab, im Osten, im ebenfalls schluchtartig ausgeformten unteren Eisacktal, bis an den Eisack. Im Süden verläuft die Grenze zur Südtiroler Landeshauptstadt Bozen quer über die dem Bozner Talkessel zugewandten Hänge. Im Norden endet Ritten im Gebiet um das Rittner Horn, das allerdings zu Barbian gehört.
Die größten Siedlungen der Gemeinde, mehrere Weiler und zahlreichen Gehöfte, liegen über die Rittner Mittelgebirgslandschaft verstreut. Die Mehrzahl der Ortschaften ist ostseitig zum Eisacktal hin orientiert: der Hauptort Klobenstein (1160 m), Lengmoos (1150 m), Lengstein (970 m), Mittelberg (1170 m), Siffian (990 m) und Unterinn (900 m). Im Südwesten, hoch über dem Bozner Talkessel, befinden sich Oberbozen (1220 m) mit Maria Himmelfahrt, Signat (850 m) und Wolfsgruben (1200 m). Im Nordwesten, dem Sarntal zugewandt, liegen Oberinn (1300 m), Wangen (1060 m) und Gissmann (1570 m), die höchstgelegene Siedlung der Gemeinde nahe dem Rittner Horn. Die tiefstgelegenen Fraktionen sind hingegen Atzwang (370 m) im Eisacktal und die Sill (350 m) im Sarntal.

## Geschichte
Das klimatisch günstig gelegene Gebiet war bereits in grauer Vorzeit reger Siedlungsaktivität ausgesetzt. So soll sich etwa der Stamm der Isarken im unteren Eisacktal aufgehalten haben. Die archäologischen Funde sind zahlreich. Prähistorische Wallburgen standen etwa auf dem Wangener Langegg, auf dem Klobensteiner Piperbühel (Reste einer Pfahlbausiedlung), in Lengmoos als auch auf dem Lengsteiner Hexenbödele. Die Menhire auf Wolfsgruben (Roarer Windspiel) sind mit astronomischen Angaben versehen und ähneln jenem, den man in Lajen fand.
Der Ritten ist erstmals 871–875 als Mons Ritanus urkundlich erwähnt und erscheint im Jahr 1027 als Ausstellungsort Mons Rittena einer kaiserlichen Verfügung des Saliers Konrad II. Bereits um 1200 wurde – dank der Lage am alten Kaiserweg – in der Ortschaft Lengmoos ein Hospiz gegründet und dem Deutschen Orden übergeben. In einem Bozner Schiedsspruch von 1434 tritt die Rittner Landgemeinde („lewtte vnd gemainschaft ab dem Ritten“) als rechtsfähige und eigenständig handelnde Gemeinschaft in Erscheinung. Als Gerichtssitz diente lange die Burg Stein am Ritten.
Im 17. Jahrhundert wurde der Ritten von wohlhabenden Bozner Bürgern für die Sommerfrische entdeckt, da es auf der Hochfläche wesentlich kühler als in der besonders heißen Landeshauptstadt ist. Zahlreiche Patrizierhäuser wurden vor allem in Maria Himmelfahrt, einem Ortsteil von Oberbozen, errichtet.
1907 wurde der Ritten durch die Rittner Bahn von Bozen aus erschlossen. Ihren heutigen Umfang erlangte die Gemeinde 1928, als das bis dato eigenständige Wangen eingegliedert wurde. In den 1960er Jahren setzte der wirtschaftliche Aufschwung eine erhebliche Bautätigkeit in Gang, alle Ortschaften der Gemeinde Ritten wurden durch ein Straßennetz untereinander und mittels einer nach Plänen von Ing. Hans Minarik gebauten, 1971 eröffneten Verbindungsstrecke mit Bozen verknüpft. Die Bozen mit Oberbozen verbindende Rittner Seilbahn wurde 2009 erneuert.

## Kultur und Sehenswürdigkeiten
Weiters gibt es auf dem Ritten das Haus der Familie. In der dazugehörigen Kirche von Lichtenstern lagen bis zu dessen Seligsprechung 2017 die Überreste Josef Mayr-Nussers begraben. Die Kirche wurde in den Jahren 2013–2017 modernisiert.
Das Schloss Runkelstein befindet sich auf Rittner Gebiet, am Fuße des Ritten nahe der Talsohle beim Ausgang des Sarntals. In der Kommende Lengmoos finden jedes Jahr die Rittner Sommerspiele und verschiedene Konzerte und Ausstellungen statt.

## Politik
Bürgermeister seit 1952:
- Anton Plattner: 1952–1960
- Johann Pichler: 1960–1974
- Bruno Hosp: 1974–1984
- Ferdinand Rottensteiner: 1984–2010

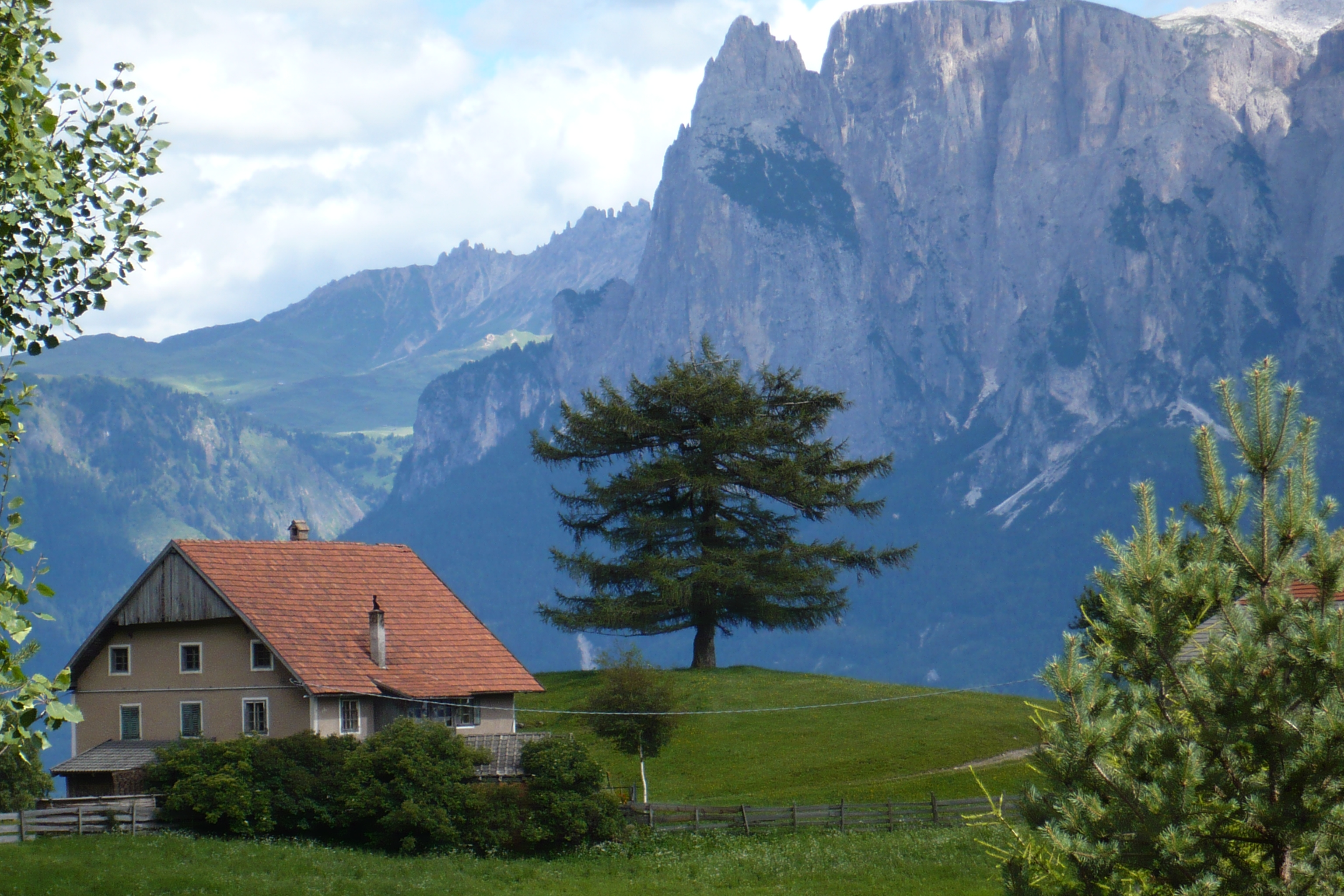
Hofer-Hof in Mittelberg gegen den Schlern

- Paul Lintner: 2010–2025
- Julia Fulterer: seit 2025

## Bevölkerung
Ritten ist gemäß den erhobenen Sprachgruppenzugehörigkeitserklärungen bzw. Sprachgruppenzuordnungserklärungen eine weitgehend deutschsprachige Gemeinde. Als Berechnungsgrundlage der folgenden Prozentwerte wurden die gültigen Erklärungen von Personen mit italienischer Staatsbürgerschaft herangezogen.
| Sprache     | 1981    | 1991    | 2001    | 2011    | 2024    |
| ----------- | ------- | ------- | ------- | ------- | ------- |
| Deutsch     | 97,81 % | 96,43 % | 95,96 % | 95,20 % | 94,35 % |
| Italienisch | 2,04 %  | 3,36 %  | 3,77 %  | 4,55 %  | 5,35 %  |
| Ladinisch   | 0,15 %  | 0,20 %  | 0,26 %  | 0,25 %  | 0,30 %  |

## Bildung
In der Gemeinde gibt es öffentliche Bildungseinrichtungen für die deutsche Sprachgruppe. Zu diesen gehören Grundschulen in Lengmoos, Lengstein, Oberbozen, Oberinn, Unterinn und Wangen, sowie die nach Hans von Hoffensthal benannte Mittelschule im Hauptort Klobenstein.

## Wirtschaft
Der Ritten ist landwirtschaftlich geprägt. Landwirtschaft, Tourismus und das Handwerk bilden die Haupteinnahmequellen der Gemeinde.
Ein Teil der Bevölkerung pendelt in das nahegelegene Bozen zur Arbeit aus.
Die größten Betriebe auf dem Ritten sind Loacker und Finstral.

## Verkehr
Die Hauptzufahrt der Gemeinde für den Kraftverkehr ist die von Bozen nach Unterinn heraufführende, erst in den 1960er Jahren angelegte Landesstraße 73. Weniger bedeutende Straßenverbindungen führen zudem über Lengstein ins Eisacktal und über Wangen ins Sarntal hinab.
Von Bozen aus ist Oberbozen mittels der Rittner Seilbahn erreichbar. Dort besteht eine Umsteigemöglichkeit zur Rittner Bahn, die zwischen Maria Himmelfahrt und Klobenstein verkehrt.

## Persönlichkeiten
- Peter Mayr (1767–1810), Tiroler Freiheitskämpfer
- Hans von Hoffensthal (1877–1914), Bozner Arzt und Schriftsteller
- Sigmund Freud (1856–1939), Begründer der Psychoanalyse und Schriftsteller, machte in den Sommern 1911 und 1913 lange Urlaub auf dem Ritten
- Otto Flake (1880–1963), deutscher Schriftsteller, der in der Zeit nach dem Ersten Weltkrieg am Ritten lebte
- Bronisław Malinowski (1884–1942), britisch-polnischer Anthropologe, der in den 1920er-Jahren mit seiner Familie mehrere Sommer in Oberbozen verbrachte (s. Gedenktafel am dortigen Malinowski-Haus)
- Robert Scheuch (1896–1974), österreichischer Politiker
- Karl Hermann Vigl (1939–2021), Chorleiter, Kapellmeister, Leiter der Fachgruppe Musik im Südtiroler Künstlerbund, Komponist und Publizist
- Bruno Platter (* 1944), 65. Hochmeister des Deutschen Ordens
- Robert Peroni (* 1944), Extremsportler, Bergsteiger und Autor